# William Laurence Tierney
William Laurence Tierney (* 6. August 1876 in Norwalk, Connecticut; † 13. April 1958 in Greenwich, Connecticut) war ein US-amerikanischer Politiker. Zwischen 1931 und 1933 vertrat er den Bundesstaat Connecticut im US-Repräsentantenhaus.

## Werdegang
William Tierney besuchte die öffentlichen Schulen seiner Heimat und danach bis 1898 die Fordham University in New York City. Nach einem anschließenden Jurastudium an der New York Law School und seiner im Jahr 1900 erfolgten Zulassung als Rechtsanwalt begann er in New York in seinem neuen Beruf zu praktizieren. Im Jahr 1905 zog er nach Denver (Colorado) und 1912 nach Greenwich in Connecticut, wo er ebenfalls als Rechtsanwalt arbeitete. Zwischen 1912 und 1914 war er in Greenwich auch als Richter tätig.
Politisch war Tierney Mitglied der Demokratischen Partei. Bei den Kongresswahlen des Jahres 1930 wurde er im vierten Wahlbezirk von Connecticut in das US-Repräsentantenhaus in Washington gewählt. Dort trat er am 4. März 1931 die Nachfolge des Republikaners Schuyler Merritt an, den er bei der Wahl geschlagen hatte. Da er bei den nächsten Wahlen im Jahr 1932 gegen Merritt verlor, konnte er bis zum 3. März 1933 nur eine Legislaturperiode im Kongress absolvieren, die von den Folgen der Weltwirtschaftskrise bestimmt war.
Nach dem Ende seiner Zeit im US-Repräsentantenhaus arbeitete Tierney als Rechtsanwalt in Greenwich und New York. Zwischen 1934 und 1935 war er Berater der Home Owners’ Loan Corporation. Außerdem war er im Bankgeschäft tätig. William Tierney starb am 13. April 1958 in Greenwich und wurde dort auch beigesetzt.